# Brown Moor
Brown Moor – wieś w Anglii, w hrabstwie ceremonialnym West Yorkshire, w dystrykcie metropolitalnym Leeds. Leży 8 km na wschód od centrum miasta Leeds i 269 km na północ od Londynu.